# Liste des gares de la wilaya de Béjaïa

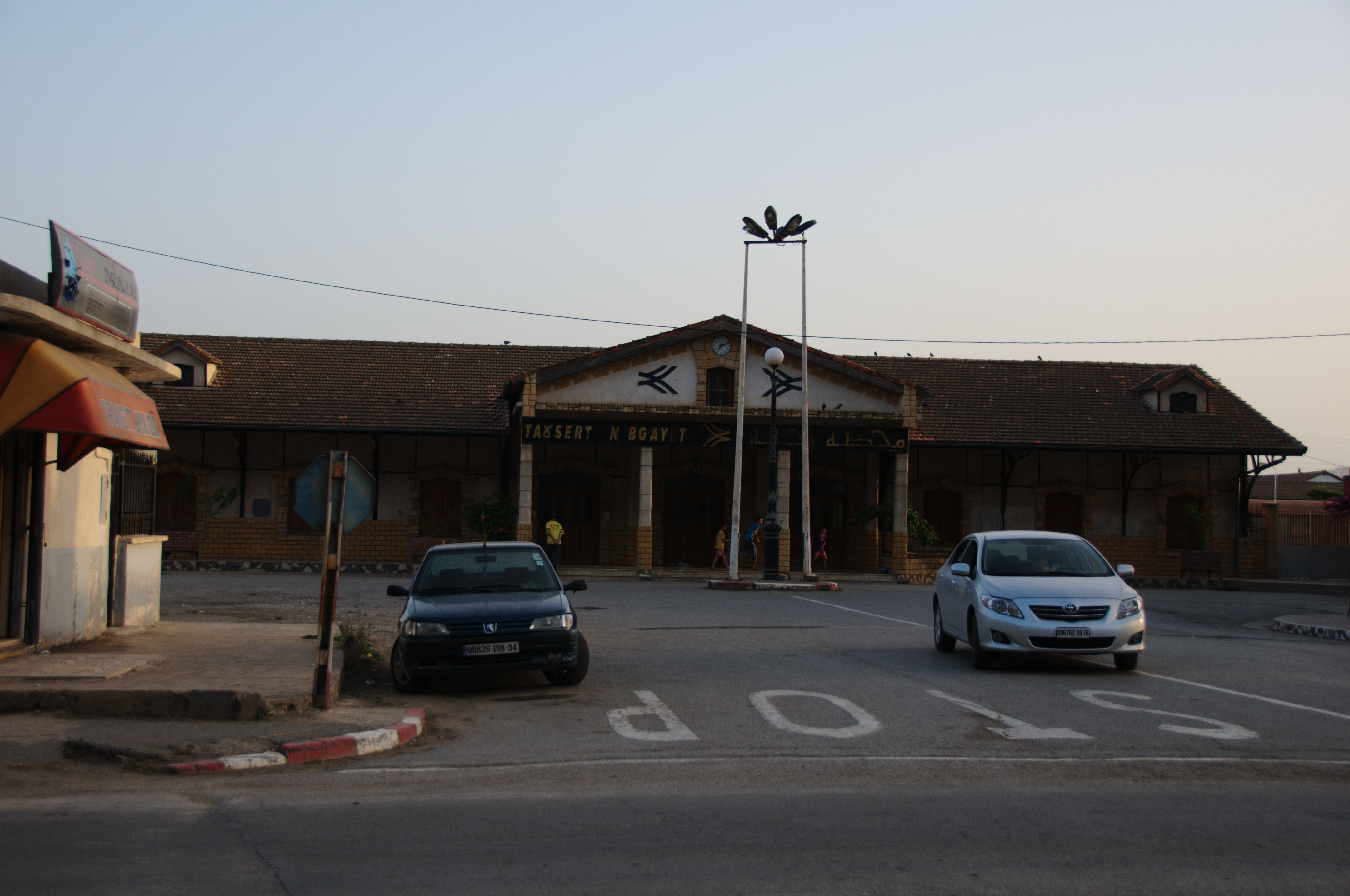
Le bâtiment voyageurs de la gare de Béjaïa.

La liste des gares de la wilaya de Béjaïa, est une liste des gares ferroviaires situées dans la wilaya de Béjaïa, en Algérie.

## Gares ferroviaires dans la wilaya
La wilaya de Béjaïa compte treize gares, toutes exploitées par la Société nationale des transports ferroviaires (SNTF).
| Gare                         | Commune      | Ligne                                |
| ---------------------------- | ------------ | ------------------------------------ |
| Gare d'Akbou                 | Akbou        | Beni Mansour à Béjaïa                |
| Gare d'Allaghan              | Tazmalt      | Beni Mansour à Béjaïa                |
| Gare d'Azib Ben Ali          | Akbou        | Beni Mansour à Béjaïa                |
| Gare de Béjaïa               | Béjaïa       | Beni Mansour à Béjaïa                |
| Gare de Beni Mansour         | Boudjellil   | Beni Mansour à Béjaïa Alger à Skikda |
| Gare d'El Kseur-Oued Amizour | El Kseur     | Beni Mansour à Béjaïa                |
| Gare d'Ighzer Amokrane       | Ouzellaguen  | Beni Mansour à Béjaïa                |
| Gare de Lotta                | Timezrit     | Beni Mansour à Béjaïa                |
| Gare de Oued Ghir            | Oued Ghir    | Beni Mansour à Béjaïa                |
| Gare de Sidi Aïch            | Sidi Aïch    | Beni Mansour à Béjaïa                |
| Gare de Takrietz-Seddouk     | Souk Oufella | Beni Mansour à Béjaïa                |
| Gare de Tazmalt              | Tazmalt      | Beni Mansour à Béjaïa                |
| Gare de Timezrit-Ilmaten     | Timezrit     | Beni Mansour à Béjaïa                |

| \| Béjaïa Akbou Allaghan Azib Ben Ali Beni Mansour El Kseur-Oued Amizour Ighzer Amokrane Lotta Oued Ghir Takrietz-Seddouk Tazmalt Timezrit-Ilmaten Sidi Aïch \| Localisation des gares de la wilaya de Béjaïa |
| Béjaïa Akbou Allaghan Azib Ben Ali Beni Mansour El Kseur-Oued Amizour Ighzer Amokrane Lotta Oued Ghir Takrietz-Seddouk Tazmalt Timezrit-Ilmaten Sidi Aïch                                                     |

## Lignes ferroviaires dans la wilaya
La wilaya est traversée par deux lignes : les lignes de Beni Mansour à Béjaïa et d'Alger à Skikda.